# Elena Lasconi
Elena Valerica Lasconi (Hațeg, 20 aprile 1972) è una politica, giornalista e conduttrice radiofonica rumena.
Giornalista professionista, è stata corrispondente per Pro TV dal 1996 al 2019. È entrata in politica nelle file dell'Unione Salvate la Romania (USR), di orientamento liberale e progressista, conseguendo nel 2020 l'elezione a sindaco di Câmpulung. Nel 2024 è stata eletta presidente dell'USR ed è stata la candidata di questo partito alle elezioni presidenziali romene del 2024 e del 2025.

## Biografia

### Studi e carriera professionale
Si è diplomata nel 1990 al liceo "Sabin Drăgoi" di Deva e successivamente si è iscritta alla facoltà di gestione con specializzazione in economia del turismo e commercio internazionale dell'Università Ecologica di Deva. Nel 2001 ha sostenuto l'esame finale presso l'Accademia degli studi economici di Bucarest.
Tra il 1995 e il 1996 è stata conduttrice radiofonica per varie stazioni locali ad Hațeg (Radio T5 ABC) e Deva (Radio 21). Nel 1996 ha intrapreso la carriera da giornalista presso Pro TV. Nel corso di venticinque anni di lavoro per l'emittente ha rivestito i ruoli di reporter, realizzatrice, moderatrice, conduttrice e corrispondente di guerra, partecipando alla produzione di trasmissioni come "România, te iubesc!".

### Carriera politica
Nei primi anni novanta è stata per un anno capogabinetto del parlamentare FSN Ioan Timiș.
Nel dicembre 2019 ha abbandonato la televisione e si è iscritta all'Unione Salvate la Romania.
Nel 2020 è stata eletta sindaco della cittadina di Câmpulung, nel distretto di Argeș. Al voto del 27 settembre 2020 ha conseguito il 56% delle preferenze. È stata rieletta quattro anni dopo, alle elezioni locali del 2024, con quasi il 70% dei voti.
Nel settembre 2023 l'USR ha annunciato che sarebbe stata capolista per le elezioni europee del 2024. Nel mese di novembre tuttavia l'ufficio nazionale del partito ne ha ritirato la candidatura, in seguito alle sue rivelazioni riguardanti il referendum del 2018 sul divieto dei matrimoni omosessuali, cui la Lasconi aveva votato per il "sì", in contrasto con le indicazioni della dirigenza. In attrito con il leader del partito Cătălin Drulă, si è quindi dimessa dal ruolo di presidente della sezione USR del distretto di Argeș.
Nel giugno 2024 è stata eletta presidente dell'USR, nel cui ruolo succede a Drulă stesso. Allo scrutinio svoltosi online tra il 24 e il 25 giugno 2024 la Lasconi ha conseguito il 68% dei voti, superando altri tre candidati.
Al congresso dell'USR del 29 giugno 2024, è stata designata candidata alla presidenza della Romania per le elezioni di fine anno, che sono state annullate dalla Corte costituzionale, pochi giorni dopo lo svolgimento del primo turno, per presunte ingerenze russe nella campagna elettorale. Al voto del 24 novembre la Lasconi aveva superato di pochissimi voti il candidato socialdemocratico e Primo ministro Marcel Ciolacu, nonostante egli fosse dato più avanti dai sondaggi politici alla vigilia del voto e durante lo spoglio, e si era qualificata al ballottaggio contro il sovranista Călin Georgescu.
Il 5 maggio 2025, in seguito al pessimo risultato ottenuto alle elezioni presidenziali dello stesso anno, rassegna infine le dimissioni dalla Presidenza del partito.

## Vita privata
Si è sposata la prima volta all'età di 18 anni e ha divorziato tre anni dopo. Nel 2012 si è unita in matrimonio all'avvocato Cătălin Georgescu. Dalle prime nozze è nata la figlia Oana.